# Сиди Бел Абес (област)
Сиди Бел Абес (на арабски: ولاية سيدي بلعباس) е област на Алжир. Населението ѝ е 604 744 жители (по данни от април 2008 г.), а площта 9150,63 кв. км. Намира се в часова зона UTC+01. Телефонният ѝ код е +213 (0) 48. Административен център е Сиди Бел Абес.